# Emuu
Emuu är mytiska varelser från östra Finland och Karelen som var stammorder till någon växt- eller djurart. Emuun har fött eller skapat en växt- eller djurart, och bär sedan ansvaret för artens funktion och skötsel. Ordet emuu är en variant av ett gammalt finskt ord för moder.